# Lista över Radioteaterns föreställningar
Det här är en ofullständig och fragmentarisk lista över föreställningar som producerats av Radioteatern i Sverige.

## 1920-talet
| År   | Föreställning                        | Regi          | Medverkande                                                            | Premiärdatum     |
| ---- | ------------------------------------ | ------------- | ---------------------------------------------------------------------- | ---------------- |
| 1929 | Hans nåds testamente Hjalmar Bergman | Per Lindberg  | Karin Swanström, Anna Lindahl, Ivar Kåge, Carl Browallius, Uno Henning | 3 augusti 1929   |
| 1929 | Marknadsafton Vilhelm Moberg         | Ernst Fastbom |                                                                        | 23 november 1929 |

## 1930-talet
| År   | Föreställning                                           | Regi             | Medverkande | Premiärdatum      |
| ---- | ------------------------------------------------------- | ---------------- | --- | ----------------- |
| 1930 | Markurells i Wadköping Hjalmar Bergman                  | Olof Molander    | | 1 januari 1930    |
| 1930 | Påsk August Strindberg                                  |                  | Eleonora - Anna Flygare-Stenhammar | 1930              |
| 1930 | Det stora bygget Sigfrid Siwertz                        | Olof Molander    | | 8 juli 1930       |
| 1930 | Romeo och Julia William Shakespeare                     |                  | Anna Lindahl, Olof Widgren, Kolbjörn Knudsen, Karin Alexandersson |                   |
| 1930 | Berg-Eyvind och hans hustru Johan Sigurjonsson          |                  | Anders de Wahl, Elsa Widborg, Gabriel Alw |                   |
| 1930 | Patrasket Hjalmar Bergman                               | Per Lindberg     | Augusta Lindberg, Tore Svennberg, Gösta Ekman den äldre, Tollie Zellman |                   |
| 1930 | Trashankens opera John Gay                              | Per Lindberg     | Anna Pettersson-Norrie, Marianne Mörner, Erik Berglund, Tollie Zellman |                   |
| 1932 | Ullabella Marika Stiernstedt                            | August Falck     | Inga Tidblad, Sture Lagerwall, Gösta Cederlund, Carl Deurell |                   |
| 1932 | Klaga månde Elektra Eugene O'Neill                      |                  | Mathias Taube, Edith Erastoff, Olof Sandborg |                   |
| 1932 | Till främmande hamn Sutton Vane                         |                  | Ernst Eklund, Gull Natorp, Hugo Björne, Håkan Westergren |                   |
| 1932 | Äventyret Gaston Arman de Caillavet och Robert de Flers |                  | Anders de Wahl, Ebba Ringdahl, Julia Håkansson, Semmy Friedmann |                   |
| 1932 | Min syster och jag Ralph Benatzky och Louis Verneuil    |                  | Steinar Jöranstad, Margit Manstad, Adolf Niska |                   |
| 1933 | Sångare Rudolf Värnlund                                 | Alf Sjöberg      | | 27 augusti 1933   |
| 1933 | Femtioårsdagen Vilhelm Moberg                           | Ernst Fastbom    | | 18 oktober 1933   |
| 1934 | Konungen Pär Lagerkvist                                 | Knut Ström       | | 9 februari 1934   |
| 1935 | Gengångare Henrik Ibsen                                 | Olof Molander    | | 1935              |
| 1935 | Ledaren Rudolf Värnlund                                 | Alf Sjöberg      | | 7 april 1935      |
| 1937 | Pojkar Rudolf Värnlund                                  | Alf Sjöberg      | | 17 september 1937 |
| 1938 | En vintersaga William Shakespeare                       | Olof Molander    | Leontes - Anders de Wahl Camillo - Gabriel Alw Antigomus - Olof Sandborg Cleomenes - Gunnar Olsson Rogero: Ivar Kåge En siciliansk hovman - Olle Hilding Paulinas hovmästare - Josua Bengtsson En domare - Carl Browallius Polyxenes - Lars Hanson Florizel - Arnold Sjöstrand Archidamus - Torsten Winge En herde - Carl Barcklind Hans son - Frank Sundström Autolycus - Rune Carlsten Tiden - Harriet Bosse Hermione - Anna Lindahl Perdita - Signe Hasso Paulina - Hjördis Petterson Mopsa - Dora Söderberg Fångvaktare - Axel Högel En tjänare - Ragnar Falck En hovdam - Gunn Wållgren | 18 januari 1938   |
| 1938 | Resfeber Dicte Sjögren                                  | Lars Madsén      | | 18 mars 1938      |
| 1938 | De knutna händerna Vilhelm Moberg                       | Alf Sjöberg      | | 17 maj 1938       |
| 1938 | Kvinnan väntar Artur Lundkvist                          | Sandro Malmquist | | 5 augusti 1938    |
| 1939 | Antigone Sofokles                                       | Alf Sjöberg      | | 24 januari 1939   |
| 1939 | Seger i mörker Pär Lagerkvist                           | Alf Sjöberg      | | 16 mars 1939      |

## 1940-talet
| År   | Föreställning                                  | Regi                | Medverkande | Premiärdatum      |
| ---- | ---------------------------------------------- | ------------------- | ----------- | ----------------- |
| 1940 | Robespierre Rudolf Värnlund                    | Knut Ström          |             | 24 januari 1940   |
| 1941 | En löskekarl Vilhelm Moberg                    | Lars Madsén         |             | 31 augusti 1941   |
| 1941 | Kanaljer Philip Johnson                        | Ernst Eklund        |             | 11 oktober 1941   |
| 1941 | Själen och dansen Paul Valéry                  | Henrik Dyfverman    |             | 30 oktober 1941   |
| 1942 | Romantik Edmond Rostand                        | Henrik Dyfverman    |             | 27 augusti 1942   |
| 1942 | Som ni behagar Shakespeare                     | Knut Ström          |             | 23 september 1942 |
| 1943 | Axel von Fersen Alma Söderhielm                | Henrik Dyfverman    |             | 14 februari 1943  |
| 1943 | Storljugaren Pierre Corneille                  | Olof Molander       |             | 18 februari 1943  |
| 1943 | Fångarna Ernst Norlind                         | Henrik Dyfverman    |             | 31 oktober 1943   |
| 1945 | Kvartetten som sprängdes Birger Sjöberg        | Torsten Hammarén    |             | 25 november 1945  |
| 1947 | Löjtnant Pilo Bengt Anderberg                  | Benkt-Åke Benktsson |             | 23 september 1947 |
| 1947 | Ett dockhem Henrik Ibsen                       | Alf Sjöberg         |             | 4 december 1947   |
| 1948 | Sönderslagen spegel Lars-Levi Læstadius        | Henrik Dyfverman    |             | 1948              |
| 1948 | Främling vid grinden Herbert Grevenius         | Henrik Dyfverman    |             | 31 augusti 1948   |
| 1948 | 21 år Tarjei Vesaas                            | Alf Sjöberg         |             | 5 september 1948  |
| 1949 | En clown måste ha gått vilse Werner Aspenström | Hans Dahlin         |             | 23 september 1949 |

## 1950-talet
| År   | Föreställning                              | Regi                 | Medverkande | Premiärdatum      |
| ---- | ------------------------------------------ | -------------------- | --- | ----------------- |
| 1950 | Att söka sin genius Bertil Peterson        | Lars-Levi Laestadius | | 19 september 1950 |
| 1950 | Frihet är det bästa ting Herbert Grevenius | Henrik Dyfverman     | | 22 september 1950 |
| 1951 | Midsommardröm i fattighuset Pär Lagerkvist | Lars Madsén          | | 1951              |
| 1951 | Rosmersholm Henrik Ibsen                   | Henrik Dyfverman     | | 8 mars 1951       |
| 1952 | Byggmästare Solness Henrik Ibsen           | Henrik Dyfverman     | | 13 november 1952  |
| 1951 | Syndfull skapelse A Gunnar Bergman         | Lars Madsén          | | 29 november 1951  |
| 1954 | Lea och Rakel Vilhelm Moberg               | Bengt Ekerot         | | 6 maj 1954        |
| 1954 | Petrus Kuräll Olle Mattsson                | Åke Falck            | | 16 december 1954  |
| 1955 | Brand Henrik Ibsen                         | Stig Torsslow        | | 6 oktober 1955    |
| 1955 | Patrasket Hjalmar Bergman                  | Hans Dahlin          | Joe Meng - Georg Rydeberg Mary Meng - Jane Friedmann Farfar Meng - Olof Sandborg Farmor Meng - Tora Teje Felix Meng - Göran Graffman Rosenstein - Hugo Björne Majken - Aino Taube                                                            | 27 oktober 1955   |
| 1956 | Herr Sleeman kommer Hjalmar Bergman        | Olof Thunberg        | | 1956              |
| 1956 | Farmor och vår herre Hjalmar Bergman       | Ingmar Bergman       | | 1956              |
| 1956 | Poeten och kejsaren Werner Aspenström      | Hans Dahlin          | | 24 september 1956 |
| 1956 | Dunungen Selma Lagerlöf                    | Karin Kavli          | Brukspatron Fristedt - Tore Lindwall Bergsrådinnan - Maria Schildknecht Mauritz - Jan Malmsjö Anne-Marie - Jane Friedmann Rättaren - Arne Nyberg Hushållerskan Frida - Gerd Hegnell En flicka - Gertrud Bodlund Berätterskan - Ebba Ringdahl |                   |
| 1959 | Antonius liktal Erland Josephson           | Erland Josephson     | | 15 oktober 1959   |

## 1960-talet
| År   | Föreställning                                                       | Regi                | Medverkande | Premiärdatum      |
| ---- | ------------------------------------------------------------------- | ------------------- | --- | ----------------- |
| 1960 | Monica Björn-Erik Höijer                                            | Carl-Olof Lång      | | 12 april 1960     |
| 1960 | Vi tre debutera Herbert Grevenius                                   | Åke Falck           | | 21 april 1960     |
| 1960 | Den sköna Helène Erland Josephson                                   | Börje Mellvig       | | 13 september 1960 |
| 1962 | Erik XIV August Strindberg                                          | Alf Sjöberg         | Erik XIV - Keve Hjelm Göran Persson - Ulf Palme Karin Månsdotter - Yvonne Lombard Svante Sture - Åke Claesson Nils Sture - Per Olof Eriksson Erik Sture - Helge Skoog Nils Gyllenstjerna - Göran Graffman Göran Perssons mor - Sif Ruud Agda - Fylgia Zadig Hennes dotter Maria - Helena Bryde Hertig Johan - Erland Josephson Katarina Stenbock, Gustav Vasas änka - Birgitta Valberg Hertig Carl - Ingvar Kjellson Peder Welamson - Ove Tjernberg Max - Per Myrberg En brovakt - John Norrman En hovman - Karl-Erik Flens Måns Knekt, Karin Månsdotters far - Jan Erik Lindqvist | 1962              |
| 1965 | Ostronet och pärlan William Saroyan                                 | Karin Ekelund       | ? - John Elfström ? - Jörgen Lindström ? - Bengt Eklund ? - Jane Friedmann ? - Toivo Pawlo | 1965              |
| 1966 | Kyrkoherde Jensens system eller Ingång och utgång Leszek Kolarowski | Arne Forsberg       | Ewa - Maud Hansson Andrzej - Torsten Wahlund Kyrkoherden - Erik Hell Sekreteraren - Fylgia Zadig Pensionären - Åke Claesson Doktorn - Gösta Prüzelius Den äldre damen - Hanny Schedin | 1966              |
| 1967 | Hemkomsten Harold Pinter                                            | Carl-Olof Lång      | | 2 april 1967      |
| 1967 | Huvudet P. Lounela                                                  | Per Verner-Carlsson | | 29 april 1967     |
| 1968 | Fläsksabbat Elsa Grave                                              | Arne Forsberg       | Modern - Sif Ruud Irma - Fylgia Zadig Alva - Helena Brodin Torsten - Torsten Wahlund Stefan - Ingvar Kjellson Mörka - Pia Arnell | 1968              |
| 1968 |                                                                     |                     | . |                   |

## 1970-talet
| År   | Föreställning                                       | Regi                 | Medverkande | Premiärdatum    |
| ---- | --------------------------------------------------- | -------------------- | --- | --------------- |
| 1970 | Bilbo - En Hobbits äventyr J.R.R. Tolkien           | Staffan Olzon        | | 1970            |
| 1974 | Brott och straff Fjodor Dostojevskij                | Per Verner- Carlsson | Raskolnikov - Rolf Skoglund Sonja - Anita Ekström Marmeladov - Ulf Johansson Katarina Ivanovna - Gertrud Fridh Nastasia - Maud Hansson Studenten - Thomas Hellberg Lisaveta - Silvija Bardh Pantlånerskan - Hjördis Petterson Raskolnikovs mor - Birgitta Valberg Krogvärden - Nils Åsblom Berusad flicka - Monica Nordquist Fyllbulten - Sture Hovstadius Poliskonstapeln - Åke Wästersjö En pojke - Ernst Nathorst-Böös Hantverkaren - Segol Mann | 1974            |
| 1975 | Svarta handsken August Strindberg                   | Per Verner-Carlsson  | | januari 1975    |
| 1975 | Charlotte Löwensköld och Anna Svärd Selma Lagerlöf  | Jan Molander         | | 1975            |
| 1976 | Fladder Erland Josephson                            | Börje Mellvig        | | 8 februari 1976 |
| 1978 | Bura Matari - en upptäcktsresandes död Lars Lambert | Henning Pallesen     | | 4 januari 1978  |

## 1980-talet
| År   | Föreställning                                                   | Regi                               | Medverkande | Premiärdatum     |
| ---- | --------------------------------------------------------------- | ---------------------------------- | --- | ---------------- |
| 1981 | Den falska människan Marie-Louise de Geer Bergenstråhle (Ekman) | Marie-Louise de Geer Bergenstråhle | Herren - Georg Rydeberg Gästen - Sune Mangs | 5 april 1981     |
| 1981 | Fågelkonfensen Jean-Claude Carriére                             | Christer Brosjö                    | Härfågeln - Stina Ekblad Hägern - Gun Arvidsson Påfågeln/Eremiten - Jan Blomberg Ugglan/Astrologen - Ernst Günther Rapphönan/Gråtande man - Allan Svensson Duvan - Catrin Westerlund Sparven - Axelle Axell Ankan/Den gående fågeln - Nils Eklund Falken - Marianne Stjernqvist Första exotiska fågeln - Åsa Bjerkerot Andra exotiska fågeln - Lena Bergqvist Den skuldtyngda fågeln - Anna Godenius Näktergalen/Fladdermusen - Frank Sundström Kungen - Ulf Johansson Slaven - Björn Gedda Andra slaven - Rolf Skoglund Helgonet - Georg Årlin Åldringen - Bengt Eklund Kammarherren - Aino Taube | 25 december 1981 |
| 1982 | Svar till: "En ny vår" Kristina Hjertén von Gedda               | Kerstin Svedberg                   | Dagmar, ca 60 - Silvija Bardh John - Ragnar Thell Signe, 80 år - Elsie Höök Christoffer Abbot - Bo Höglund Röst 1, flicka - Lisbeth Tammeleht Röst 2, flicka - Jannika Strååt | 17 mars 1982     |
| 1983 | Räddningen i öknen Claes Hylinger                               | Sverker Andréason                  | | 1983             |
| 1984 | En hörsägen Erland Josephson                                    | Ingmar Bergman                     | Erland - Erland Josephson Isa - Jane Friedmann Ludvig - Peter Stormare Kallenius - Jan-Olof Strandberg | 2 september 1984 |
| 1986 | En natt i den svenska sommaren Erland Josephson                 | Staffan Roos                       | | 1986             |
| 1986 | Sambandet Clas Engström                                         | Sven Trolldal                      | Mamma, 83 - Silvija Bardh Greta, 59 - Bojan Westin Lisa, 49 - Mona Lundgren | 21 juni 1986     |
| 1987 | Brand Henrik Ibsen                                              | Harald Stjerne                     | | 6 september 1987 |
| 1989 | Sopornas stad Rainer Werner Fassbinder                          | Britt Edwall                       | | 8 oktober 1989   |

## 1990-talet
| År   | Föreställning                           | Regi                | Medverkande                                            | Premiärdatum    |
| ---- | --------------------------------------- | ------------------- | ------------------------------------------------------ | --------------- |
| 1990 | Köpmannen i Venedig William Shakespeare | Anders Carlberg     |                                                        | 6 januari 1990  |
| 1990 | En själslig angelägenhet Ingmar Bergman | Ingmar Bergman      | Viktoria Egerman - Jane Friedmann Kvinnan - Aino Taube | 1990            |
| 1990 | Calderon Pier Paolo Pasolini            | Stefan Johansson    |                                                        | 21 oktober 1990 |
| 1991 | Svarta fanor August Strindberg          | Per Verner-Carlsson |                                                        | 20 oktober 1991 |
| 1992 | Poetens födelse Kathy Acker             | Peter Ferm          | Cynthia - Viveka Seldahl Propertius - Rikard Wolff     | 5 april 1992    |
| 1995 | Borgen Howard Barker                    | Christer Brosjö     |                                                        | 19 mars 1995    |
| 1998 | Kvinna söker bra djur Per-Åke Nygren    | Ludvig Josephson    |                                                        | 21 mars 1998    |
| 1998 | Askglöd Samuel Beckett                  | Karl Dunér          |                                                        | 26 april 1998   |
| 1999 | En blå bok August Strindberg            | Magnus Florin       |                                                        | 21 augusti 1999 |
| 1999 | Oväder August Strindberg                | Ingmar Bergman      |                                                        | 29 augusti 1999 |

## 2000-talet
| År   | Föreställning                                | Regi             | Medverkande | Premiärdatum     |
| ---- | -------------------------------------------- | ---------------- | ----------- | ---------------- |
| 2000 | Spöksonaten August Strindberg                | Åsa Melldahl     |             | 22 januari 2000  |
| 2000 | Ligeia Edgar Allan Poe                       | Charles Koroly   |             | 18 juni 2000     |
| 2001 | John Gabriel Borkman Henrik Ibsen            | Ingmar Bergman   |             | 20 oktober 2001  |
| 2004 | Rosmersholm Henrik Ibsen                     | Gunnel Lindblom  |             | 8 oktober 2004   |
| 2004 | Minns ni fröken Meitner Robert Marc Friedman | Ingemar Carlehed |             | 10 december 2004 |
| 2005 | Hungern och retoriken Platon                 | Karl Dunér       |             | 1 oktober 2005   |

## 2010-talet
| År   | Föreställning | Regi                                                  | Premiärdatum      |
| ---- | --- | ----------------------------------------------------- | ----------------- |
| 2012 | Norrlands akvavit Torgny Lindgren | Agneta Elers-Jarleman                                 | 6 januari 2012    |
| 2012 | Någons heder Aga Hasttyar och Wahid Setihesh                                                                                                | Johan Gry                                             | 21 januari 2012   |
| 2012 | Gyllene draken Roland Schimmelpfennig | Anna Sjövall                                          | 27 januari 2012   |
| 2012 | Fyra fruar och en död man Carin Mannheimer                                                                                                  | Carin Mannheimer                                      | 28 januari 2012   |
| 2012 | En misslyckad föreställning Daniil Charms                                                                                                   | Dmitri Plax                                           | 4 februari 2012   |
| 2012 | Tid för ekot Christina Ouzinidis | Christina Ouzinidis                                   | 18 februari 2012  |
| 2012 | Brott och straff Fjodor Dostojevskij | Mattias Andersson                                     | 9 mars 2012       |
| 2012 | Yarden Kristian Lundberg | Jacob Hirdwall                                        | 16 mars 2012      |
| 2012 | Jag lägger mina räkningar i tvättkorgen Max Hebert                                                                                          | Reine Lööf                                            | 17 mars 2012      |
| 2012 | Reklamen är livsfarlig Sven Lindqvist | Kajsa Isakson                                         | 24 mars 2012      |
| 2012 | De äger inte oss, vi äger dem - De misslyckade konsumenternas uppror Erik Uddenberg                                                         | Suzanne Osten                                         | 31 mars 2012      |
| 2012 | Stjärnans ögonblick Clarice Lispector | Magnus Berg                                           | 13 april 2012     |
| 2012 | Saxofonmannen | Max Lundqvist                                         | 27 april 2012     |
| 2012 | Södern Julien Green | Jonas Cornell                                         | 25 maj 2012       |
| 2012 | Europasoppan Carsten Palmaer och Johan Huldt                                                                                                | Johan Huldt                                           | 2 juni 2012       |
| 2012 | På resa med Herodotos Ryszard Kapuscinskis                                                                                                  | Magnus Berg                                           | 23 juni 2012      |
| 2012 | Minsk, drömmarnas solstad - en resehandledning Artur Klinau                                                                                 | Dmitri Plax                                           | 30 juni 2012      |
| 2012 | Pappersjakt Niq Mhlongo | Marie Wennersten                                      | 7 juli 2012       |
| 2012 | Den magiska cirkeln - Angutit iloqqasut Henriette Rasmussen                                                                                 |                                                       | 14 juli 2012      |
| 2012 | Ayøtu - En sorgesång om att göra det gjorda ogjort Kristian Hallberg                                                                        | Stina Oscarson                                        | 21 juli 2012      |
| 2012 | Alberte och Jacob Cora Sandel | Anna Sjövall                                          | 27 juli 2012      |
| 2012 | Pollycino, Lille Tummen Gaetano Cappa och Marco Drago                                                                                       | Ludvig Josephson                                      | 28 juli 2012      |
| 2012 | Haiti Martin Johnson | Linnea Widén                                          | 4 augusti 2012    |
| 2012 | Pildammsparken - ''Då voro bokarna ljusa'', ''Kommer vi från träd?'' och ''Träden som faller'' Fredrik Ekelund, Göran Greider och Eva Ström | Melanie Mederlind, Dennis Sandin och Stefan Johansson | 18 augusti 2012   |
| 2012 | Rött och svart Henri Beyle Stendhal | Jonas Cornell                                         | 31 augusti 2012   |
| 2012 | Mormors svarta ögon Tanja Lorentzon | Staffan Roosl                                         | 14 september 2012 |
| 2012 | Skattjakten- En musikal om utförsäljningen av Sverige Henric Tiselius och Janne Tavares                                                     | Sally Palmquist Procopél                              | 15 september 2012 |
| 2012 | Läsarens ansvar Eduardo Galeano och Janne Tavares                                                                                           | Dmitri Plaxl                                          | 15 september 2012 |